# Парламентские выборы в Гренландии (2009)
Парламентские выборы в Гренландии прошли 2 июня 2009 года. Премьер-министр Гренландии Ханс Эноксен заявил, что он бы хотел, чтобы избираемый парламент Гренландии начал управлять Гренландией с 21 июня 2009 года в соответствии с решением референдума по вопросу самоуправления, прошедшего в 2008 году. Парламент Гренландии получил расширенные полномочия по управлению Гренландией за исключением вопросов обороны и внешних сношений, которые остались под контролем Дании.
7 июня 2009 года движение Народное сообщество заявило, что оно сформирует коалицию с Демократами и независимыми.

## Результаты
| Партии                                                                                | Партии                                       | Голоса | %     | Места | % (2005) | Места (2005) | % +/− | Места +/− |
| ------------------------------------------------------------------------------------- | -------------------------------------------- | ------ | ----- | ----- | -------- | ------------ | ----- | --------- |
|                                                                                       | «Инуит Атакатигиит»                          | 12 457 | 43,7  | 14    | 22,4     | 7            | +19,3 | +7        |
|                                                                                       | «Сиумут»                                     | 7567   | 26,5  | 9     | 30,4     | 10           | −3,9  | −1        |
|                                                                                       | «Демокраатит»                                | 3620   | 12,7  | 4     | 22,6     | 7            | −9,9  | −3        |
|                                                                                       | «Атассут»                                    | 3094   | 10,9  | 3     | 19,0     | 6            | −9,0  | −3        |
|                                                                                       | «Ассоциация кандидатов» («Каттуссекатигиит») | 1084   | 3,8   | 1     | 4,0      | 1            | −0,2  | ±0        |
|                                                                                       | «Сорлаат Партииат»                           | 383    | 1,3   | 0     | новая    | новая        | новая | новая     |
|                                                                                       | другие                                       | 70     | 0,2   | 0     | 0,7      | 0            | −0,5  | ±0        |
| Всего (явка 74,9 %, +0,3 %)                                                           | Всего (явка 74,9 %, +0,3 %)                  | 28 275 | 100,0 | 31    | 100,0    | 31           | —     | —         |
| Источник: Namminersornerullutik Oqartussat Grønlands Hjemmestyre (недоступная ссылка) |                                              |        |       |       |          |              |       |           |